# Ethminolia akuana
Ethminolia akuana is een slakkensoort uit de familie van de Trochidae. De wetenschappelijke naam van de soort is voor het eerst geldig gepubliceerd in 2007 door Raines.